# سیارک ۳۰۷۰
سیارک ۳۰۷۰ (به انگلیسی: 3070 Aitken، نامگذاری:1949GK) سه هزار و هفتادمین سیارک کشف شده‌است که در ۴ آوریل ۱۹۴۹ کشف شد.
قدر مطلق سیارک برابر ۱۳٫۸۰ است.